# Do Not Split
Do Not Split (em chinês:  不割席) é um documentário de curta-metragem estadunidense-norueguês dirigido por Anders Hammer sobre os protestos em Hong Kong em 2019–2020. Foi indicado ao Oscar de melhor documentário de curta-metragem no Oscar 2021. O filme foi financiado e produzido pela Field of Vision e apoiado pela Fritt Ord e Viken Filmsenter.

## Sinopse
O filme tem cerca de 35 minutos de duração e registra muitos eventos marcantes dos protestos em Hong Kong em 2019–2020, incluindo o cerco da Universidade Chinesa de Hong Kong e do cerco da Universidade Politécnica de Hong Kong. Também inclui entrevistas com manifestantes e acadêmicos no local, e o filme também registra a supressão dos protestos e do movimento em 2020 e a aprovação da Lei de Segurança Nacional de Hong Kong.

## Produção e lançamento
O diretor Anders Hammer acredita que o movimento foi um dos eventos políticos mais importantes do mundo em 2019 e que Hong Kong está enfrentando desafios aos valores democráticos. Ao apresentar os eventos de uma perspectiva de rua, Hammer espera que o filme seja o mais próximo possível dos eventos.
Uma versão preliminar de 20 minutos foi exibida no Festival Sundance de Cinema em janeiro de 2020. Em seguida, um corte de 35 minutos foi estreado no DOC NYC no outono de 2020. O filme foi exibido em vários festivais internacionais de cinema, incluindo o New Orleans Film Festival nos Estados Unidos e o Copenhagen International Documentary Film Festival na Dinamarca. Foi lançado pela Field of Vision em 25 de janeiro de 2021.

## Prêmios e indicações
Do Not Split foi indicado ao Oscar de melhor documentário de curta-metragem no Oscar 2021. É o terceiro curta da Field of Vision a receber uma indicação ao Oscar em três anos. Após a indicação, o governo chinês pediu à mídia local que não transmitisse ao vivo o Oscar e minimizasse o significado da cerimônia de premiação, segundo relatos. A Television Broadcasts Limited (TVB), a maior emissora de TV aberta de Hong Kong e que tem participação considerável dos interesses da China Continental, anunciou que não iria transmitir o Oscar pela primeira vez em 50 anos.
Anders Hammer ganhou o Videojornalista do Ano e o prêmio de documentário longo para o filme nos Prêmios Foto do Ano de 2020 na Noruega. O filme ganhou o Prêmio Especial do Júri no AFI Docs 2020.